# Pilotrichum evanescens
Pilotrichum evanescens är en bladmossart som beskrevs av Marshall Robert Crosby 1969. Pilotrichum evanescens ingår i släktet Pilotrichum och familjen Daltoniaceae. Inga underarter finns listade i Catalogue of Life.